# (233559) Pizzetti
Pour les articles homonymes, voir Pizzetti.
(233559) Pizzetti est un astéroïde de la ceinture principale.

## Description
(233559) Pizzetti est un astéroïde de la ceinture principale. Il fut découvert le 4 août 2007 à Lumezzane par Wladimiro Marinello et Marco Micheli. Il présente une orbite caractérisée par un demi-grand axe de 2,76 UA, une excentricité de 0,13 et une inclinaison de 12,7° par rapport à l'écliptique.
Il est nommé d'après l'astronome amateur italien Gianpaolo Pizzetti.

## Compléments